# Саркісян Тигран Суренович
Тигран Суренович Саркісян (вірм. Տիգրան Սարգսյան, 29 січня 1960, Кіровакан, Вірменська РСР, СРСР) — вірменський державний діяч.

## Життєпис

### Освіта
1977—1980 — Єреванське технічне училище № 14.
1978—1980 — Єреванський інститут народного господарства, факультет планування та економіки.
1980—1983 — Ленінградський фінансово-економічний інститут ім. М. О. Вознесенського. Диплом з відзнакою.
1983—1987 — аспірантура фінансово-економічного інститут а ім. Н. А. Вознесенського, дисертація на тему «Планування регіонального соціально-економічного розвитку на прикладі Вірменії». Кандидат економічних наук.

### Кар'єра
1987—1990 — старший науковий співробітник, керівник групи міжнародних економічних зв'язків науково-дослідного інституту економіки і планування Вірменії.
1988—1993 — голова республіканської ради молодих фахівців і вчених.
1990—1991 — координатор організованих для банкірів постійних семінарів з проблем економічних реформ.
1993—1994 — Єреванський державний університет, викладання банківської справи.
1993—1995 — депутат Верховної ради Вірменії від фракції «Національні демократи», очолюваної Шаварш Кочаряном. Голова постійної комісії з фінансово-кредитних і бюджетних питань.
1994 — «Законотворча діяльність» Міжнародний інститут права, м. Вашингтон, США.
1996—1997 — «Ефективне управління банками», інститут економічного розвитку. Світовий банк, Вашингтон.
1995—1998 — президент Асоціації банків Вірменії.
1995—2008 — директор інституту дослідження перехідного суспільства.
З 3 березня 1998 по 9 квітня 2008 — голова Центрального банку Вірменії.
2 грудня 2005 — присвоєно звання почесного доктора Єреванського державного економічного університету.
2005—2007 — голова ради Міждержавного банку.
2008—2014 — прем'єр-міністр Республіки Вірменія. Має військове звання офіцера запасу. Автор більше 20 наукових статей.